# 君擎財經
《君擎財經》（英語：Junqing Financial Talk），是由亞洲電視製作的財經節目，並以普通話廣播。

## 播映时段
| 頻道   | 国家 | 首播日期      | 結束日期              | 首播時間                           | 重播時間                           |
| 亞洲台 | 香港 | 2015年8月23日 |                       | 星期日20:30-21:30                  | 星期一11:30-12:30星期一21:30-22:30 |
| 亞洲台 | 香港 | 2015年10月1日 | 星期四至五21:30-22:00 | 星期六15:00-16:00                  |                                    |
| 國際台 | 香港 | 2015年8月24日 | 星期一23:50-00:50     | 星期二12:00-13:00                  |                                    |
| 國際台 | 香港 | 2015年10月2日 | 星期五至六23:50-00:20 |                                    |                                    |
| 海外台 | 美国 | 2015年8月23日 | 星期日07:00-08:00     | 星期日19:00-20:00星期日00:00-01:00 |                                    |
| 海外台 | 美国 | 2015年8月23日 | 星期日04:00-05:00     | 星期日16:00-17:00星期日21:00-22:00 |                                    |

## 歷史
- 2015年8月23日起，本節目開始於亞洲台星期日20:30-21:30播放，重播時間為星期一11:30-12:30、21:30-22:30
- 2015年8月24日起，國際台開始於星期一23:50-00:50播放，重播時間為星期二12:00-13:00。
- 2015年10月1日起，本節目新增播映时段，亞洲台改為星期四至五21:30-22:00、星期日20:30-21:30播放，重播時間改為星期六15:00-16:00（星期四至五內容）、星期一11:30-12:30、21:30-22:30（星期日內容）。
- 2015年10月2日起，國際台改為星期五至六23:50-00:20、星期一23:50-00:50播放，重播時間維持星期二12:00-13:00（星期日內容）。
- 2015年10月16日起，亞洲台新增重播时段，於星期五11:30-12:30重播。
- 2015年10月29日起，星期四至五節目嘉賓訪問內容改為重播上星期日的節目內容，但記者報道則不同。

## 內容
《君擎財經》由王君擎主持，報導頭條新聞，並邀請年輕且有豐富金融經驗的嘉賓點評。

## 主持
- 王君擎（2015年8月23日起）

## 記者
- 包涵（2015年8月23日起）
- 孫懿琳（2015年8月23日起）
- 凌子（2015年10月4日起）
- 陳奕璉（2015年10月11日起）

## 資料來源
1. ↑  . Apple Daily 蘋果日報.   [2015-09-24]. （原始内容存档于2015-09-25）.
2. ↑  . Yahoo 新聞香港. 2015-08-21  [2015-09-24]. （原始内容存档于2016-02-20）.
3. ↑  .   [2015-09-24]. （原始内容存档于2016-03-04）.
4. ↑  .   [2015-09-24]. （原始内容存档于2015-09-25）.
5. ↑  Discuz! Team and Comsenz UI Team. .   [2015-09-24]. （原始内容存档于2015-09-25）.
6. ↑  . 2015-08-16 –YouTube.
7. ↑  .   [2015-09-24]. （原始内容存档于2015-09-17）.